# Torneo di Wimbledon 1950
Il Torneo di Wimbledon 1950 è stata la 64ª edizione del Torneo di Wimbledon e terza prova stagionale dello Slam per il 1950.
Si è giocato sui campi in erba dell'All England Lawn Tennis and Croquet Club di Wimbledon a Londra, in Gran Bretagna.

## Campioni

### Senior

#### Singolare maschile
Budge Patty ha battuto in finale  Frank Sedgman con il punteggio di 6–1, 8–10, 6–2, 6–3.

#### Singolare femminile
Louise Brough Clapp ha battuto in finale  Margaret Osborne duPont con il punteggio di 6–1, 3–6, 6–1.

#### Doppio maschile
John Bromwich /  Adrian Quist hanno battuto in finale  Geoff Brown /  Bill Sidwell con il punteggio di 7–5, 3–6, 6–3, 3–6, 6–2.

#### Doppio femminile
Louise Brough /  Margaret Osborne duPont hanno battuto in finale  Shirley Fry /   Doris Hart con il punteggio di 6–4, 5–7, 6–1.

#### Doppio misto
Louise Brough /  Eric Sturgess hanno battuto in finale  Pat Canning /  Geoff Brown con il punteggio di 11–9, 1–6, 6–4.

### Junior

#### Singolare ragazzi
John Horn ha sconfitto in finale  Kamel Moubarek con il punteggio di 6–0, 6–2.

#### Singolare ragazze
Lorna Cornell ha sconfitto in finale  Astrid Winther con il punteggio di 6–2, 6–4.